# Forza Horizon 2
Forza Horizon 2 ist ein Open-World-Rennspiel für die Spielkonsolen Xbox 360 und Xbox One. Es ist ein Ableger der Forza-Motorsport-Spieleserie und Nachfolger von Forza Horizon. Es wurde von Playground Games für die Xbox One entwickelt, die Portierung für die Xbox-360-Version wurde an Sumo Digital übertragen. Der ursprüngliche Serienschöpfer, die Turn 10 Studios standen dem Projekt beratend zur Seite. Eine kostenlose Demo wurde am 16. September für die Xbox One veröffentlicht. In Europa erschien das Spiel am 2. Oktober 2014.
Das Spiel ist seit dem 30. September 2018 nicht mehr als Download erhältlich.
Der Nachfolger Forza Horizon 3 wurde am 27. September 2016 für Xbox One und Windows 10 veröffentlicht.

## Spielprinzip
Forza Horizon 2 ist wie sein Vorgänger ein Rennspiel mit einer offen befahrbaren Spielwelt. Im Vergleich zu Forza Horizon besitzt die Spielwelt aber etwa die dreifache Größe. Gebiete und Felder abseits der Straße sind nun befahrbar, was im Vorgänger nicht möglich war. Enthalten sind zum Start etwa 200 lizenzierte Autos. Die Welt führt durch die Länder Frankreich und Italien. Die offene Spielwelt kann auf versteckte Fahrzeuge oder Ähnliches erkundet werden. Die Spieler haben diverse Hilfsmittel, um ihre Autos zu individualisieren. Die Drivatare, die mit Forza Motorsport 5 eingeführt wurden, spielen auch in Forza Horizon 2 eine elementare Rolle. In einem Interview hat sich Playground Games dazu geäußert, dass beide Versionen dieselbe Basis und Idee berücksichtigen, sich aber die Spiele trotzdem voneinander unterscheiden.

### Mehrspieler
Auch Forza Horizon 2 setzt wieder auf einen Multiplayer-Modus, für den auf beiden Konsolen eine Xbox-Live-Gold-Mitgliedschaft erforderlich ist.

## Entwicklungsgeschichte
Forza Horizon 2 ist das zweite Spiel, das nicht vom Forza-Motorsport-Entwickler Turn 10 entwickelt wurde. Wie der Vorgänger wurde es von Playground Games entwickelt, die aber nur für die Xbox-One-Version verantwortlich zeichneten. Die Xbox-360-Fassung wurde vom britischen Auftragsentwickler Sumo Digital portiert. Beide Studios wurden dabei von Turn 10 beratend unterstützt. Anders als im kritisierten Forza Motorsport 5 waren in Forza Horizon 2 zum Verkaufsstart keine Mikrotransaktionen enthalten. Am 15. September 2014 wurde der offizielle Abschluss der Entwicklungsarbeiten bekannt gegeben.

### Technik
Forza Horizon 2 läuft auf der Xbox One mit der Engine von Forza Motorsport 5, während die Xbox-360-Version auf Basis der älteren Forza-Horizon-Engine läuft. Beide Versionen sind mit konstanten 30 fps spielbar. Die Xbox-One-Version läuft in nativen 1080p, während es auf der Xbox 360 nur mit 720p läuft. Auf der Xbox One hat die Spielwelt die dreifache Größe des Vorgängers. Bei der Xbox 360 gibt es lediglich eine verkleinerte Welt, die dennoch die doppelte Größe des Vorgängers bietet (zudem fehlen einige Radiosender). Auch die Wettereffekte und Drivatar-Funktionen sind der Xbox One vorbehalten.
Die Xbox-360-Version wird zudem nicht mit zusätzlichen Spielinhalten unterstützt. Die Xbox-One-Version wurde mit monatlichen Car-Paketen versorgt.